# دون دي
دون دي (بالإنجليزية: Don Dee)‏ مواليد 9 أغسطس 1943 في بونفيل - الوفاة 26 نوفمبر 2014، كان لاعب كرة سلة أمريكي. تم اختياره من قبل فريق ديترويت بيستونز خلال الدرافت. حمل الرقم 40. بلغ طوله 6 قدم 8 بوصة (2.0 م). شارك في دورة الألعاب الأولمبية الصيفية سنة 1968.

## الميداليات
| الميدالية | المسابقة                       |
| --------- | ------------------------------ |
| ذهبية     | الألعاب الأولمبية الصيفية 1968 |

## روابط خارجية
- دون دي على موقع الاتحاد الدولي لكرة السلة (الإنجليزية)
- دون دي على موقع سبورتس رفرنس (الإنجليزية)
- دون دي على موقع كلية كرة السلة في سبورتس رفرنس.كوم (الإنجليزية)
- دون دي على موقع ريلجم (الإنجليزية)
- دون دي على موقع بروبوليرز (الإنجليزية)
- دون دي على موقع سبورتس رفرنس (الإنجليزية)
- دون دي على موقع أوليمبيديا (الإنجليزية)